# Paola Pérez (athlétisme)
Pour les articles homonymes, voir Paola Pérez.
Paola Bibiana Pérez Saquipay (née le 21 décembre 1989 à Cuenca) est une athlète équatorienne.

## Palmarès
| Date | Compétition                    | Lieu     | Résultat | Épreuve      | Temps             |
| ---- | ------------------------------ | -------- | -------- | ------------ | ----------------- |
| 2010 | Jeux sud-américains            | Medellín | 3e       | 20 km marche | 1 h 47 min 09 s 8 |
| 2017 | Championnats d'Amérique du Sud | Luque    | 1re      | 20 km marche | 1 h 32 min 26 s 0 |
| 2021 | Jeux olympiques                | Tokyo    | 9e       | 20 km marche | 1 h 31 min 26 s   |
| 2022 | Championnats du monde          | Eugene   | 16e      | 35 km marche | 2 h 54 min 15 s   |